# Bruno Morgado
Bruno Ferreira Morgado (sinh ngày 16 tháng 12 năm 1997) là một cầu thủ bóng đá người Thụy Sĩ thi đấu cho FC Sion ở vị trí hậu vệ.

## Sự nghiệp câu lạc bộ
Vào ngày 11 tháng 9 năm 2016, Morgado có màn ra mắt cho FC Sion trong trận đấu tại Giải bóng đá vô địch quốc gia Thụy Sĩ 2016–17 trước FC Thun.